# NGC 94

NGC 94

 إن جي سي 94 أو NGC 94 هي مجرة في كوكبة المرأة المسلسلة اكتشفت في 14 نوفمبر 1884.

## روابط خارجية
- NGC 94 على موقع ويكي سكاي: DSS2, SDSS, GALEX, IRAS, Hydrogen α, X-Ray, Astrophoto, Sky Map, Articles and images